# Get Your Number
Get Your Number is een nummer van de Amerikaanse R&B-zangeres Mariah Carey en hiphopartiest Jermaine Dupri uit 2005. Het is de vierde single van Carey's tiende studioalbum The Emancipation of Mimi. Het nummer bevat een sample van Just an Illusion van de Britse band Imagination.
Het nummer werd een bescheiden hitje in Europa en Oceanië. In de Verenigde Staten haalde het de hitlijsten niet. In de Nederlandse Top 40 was het goed voor een 7e notering, en in de Vlaamse Ultratop 50 kwam het niet hoger dan nummer 25.